# Clastoptera delicata
Clastoptera delicata är en insektsart som beskrevs av Philip Reese Uhler 1876. Clastoptera delicata ingår i släktet Clastoptera och familjen Clastopteridae. Inga underarter finns listade i Catalogue of Life.